# Piotr Romanovski
Piotr Arsénievitx Romanovski (en rus: Пётр Арсеньевич Романовский), (1892-1964) fou un jugador i Àrbitre Internacional i escriptor d'escacs soviètic, que tenia el títol de Mestre Internacional des de 1950. Fou dos cops Campió de la Unió Soviètica.
El seu millor rànquing Elo s'ha estimat en 2647 punts, l'abril de 1926, moment en què tenia 33 anys, cosa que el situaria en 13è lloc mundial en aquella data. Segons chessmetrics, va ser el 12è millor jugador mundial en 6 diferents mesos, entre el desembre de 1925 i el juliol de 1935.

## Resultats destacats en competició
Al començament de la seva carrera a Sant Petersburg, empatà a la quarta plaça el 1908 (els guanyadors foren Sergey von Freymann i Karl Wilhelm Rosenkrantz), empatà als llocs 10è-11è el 1909 (el campió fou Aleksandr Alekhin), fou segon rere Smorodsky el 1913, i empatà al primer lloc amb von Freymann el 1914 (Hexagonal).
Romanovsky participà en el Torneig de Mannheim 1914 (19è DSB Congress), que començà el 20 de juliol i acabà l'1 d'agost de 1914 quan va esclatar la I Guerra Mundial. Empatà al segon/quart lloc al Hauptturnier B. Després de la declaració de guerra de banda de l'Imperi Alemany contra l'Imperi Rus, onze jugadors russos (Alekhin, Iefim Bogoliúbov, Fedor Bogatyrchuk, Alexander Flamberg, N. Koppelman, B.E. Maljutin, I.A. Rabinovitx, Romanovsky, P.P. Saburov, Alexander Selezniev i S.O. Weinstein) varen ser retinguts a Rastatt, Alemanya. El setembre de 1914, quatre d'ells (Alekhin, Bogatyrchuk, Saburov, i Koppelman) foren alliberats i se'ls va permetre de retornar a casa vía Suïssa. Mentre romania presoner, va jugar en tres torneigs. El 1914, empatà als llocs quart/cinquè a Baden-Baden, mentre Flamberg guanyava. Fou tercer al Torneig de Triberg de 1914/15, i empatà als llocs cinquè/sisè a Triberg 1915 (ambdós guanyats per Bogoliúbov). Després de ser alliberat per la Creu Roja la primavera de 1915, a causa de la seva mala salut (patia del cor), va retornar a Petrograd. Allà, immediatament va contribuir a recollir diners per ajudar els escaquistes russos que romanien encara retinguts a Alemanya, fent una exhibició de simultànies a l'Institut Politècnic de Sant Petersburg.

### 1920-1935
Després de la guerra, l'octubre de 1920, fou segon, rere Alekhin, al 1r Campionat d'escacs de la Unió Soviètica). Fou Campió de l'URSS el 1923 (segon Campionat de l'URSS, a Petrograd) i el 1927 (amb Fedor Bogatyrchuk, cinquè Campionat soviètic, a Moscou). Empatà al primer lloc amb Grigori Löwenfisch, Alexander Ilyin-Genevsky i Ilya Rabinovich al Campionat de Leningrad de 1925. El desembre de 1925, empatà als llocs setè/vuitè al Torneig d'escacs de Moscou 1925. El 1927, va guanyar a Leningrad. El 1928 fou quart al 6è Campionat de Leningrad.
Fou segon al Torneig Internacional de Leningrad el 1929, rere Nikolai Grigóriev.
El seu millor resultat internacional fou a Leningrad 1934, on acabà empatat al segon lloc amb Nikolai Riumin, rere Mikhaïl Botvínnik.
El 1935, fou el primer escaquista soviètic que fou guardonat amb el títol de "Mestre Honorari de l'Esport".

#### Resultats detallats en Campionats de l'URSS
- 1920 : 2n: 11 / 15 (1r: Alekhin)
- 1923 : Campió de l'URSS: 10 / 12
- 1924 : 2n: 12,5 / 17 (1r : Bogoliúbov),
- 1925 : 6è-8è: 11 / 19 (1r : Bogoliúbov),
- 1927 : co-campió amb Bogatyrtchouk : 14,5 / 20.

### Darrers anys
Durant el pitjor període del setge de Leningrad l'hivern de 1941-42, un equip de rescat va arribar a casa seva, i hi van trobar Romanovski semi-inconscient de fam i fred (la resta de la seva família havia mort de fred); tots els mobles de la casa havien estat utilitzats per a llenya, i un manuscrit d'escacs que havia estat en preparació per Romanovski també es va perdre en aquest moment.
Fou guardonat amb el títol de Mestre Internacional el 1950 i amb el d'Àrbitre Internacional el 1951.
El 1954, els soviètics van retirar la seva sol·licitud per tal que Romanovski rebés el títol de Gran Mestre, que s'havia basat en el seu primer lloc en el campionat de l'URSS de 1927. Això fou degut al fet que l'anti-estalinista Fedor Bogatyrchuk (Bohatirchuk) havia compartit el títol el 1927, però com que era un desertor, l'URSS ja no el reconeixia, i no volia que obtingués el títol de GM, de manera que va retirar també la sol·licitud a favor de Romanovski.
Abans de la seva mort, Romanovski va publicar dos llibres sobre mig joc, els quals van ser traduïts a l'anglès el 1990. Es tracta de Chess Middlegames: Combinations, i Chess Middlegames: Strategy, ambdós publicats per American Chess Promotions.